# Байкеры
Ба́йкеры (англ. biker, от bike ← motorbike ← motorbicycle «мотоцикл») — субкультура любителей и поклонников мотоциклов. В отличие от обычных мотоциклистов, у байкеров мотоцикл является частью образа жизни. Характерным также является объединение с единомышленниками на основе этого образа жизни.

## История возникновения

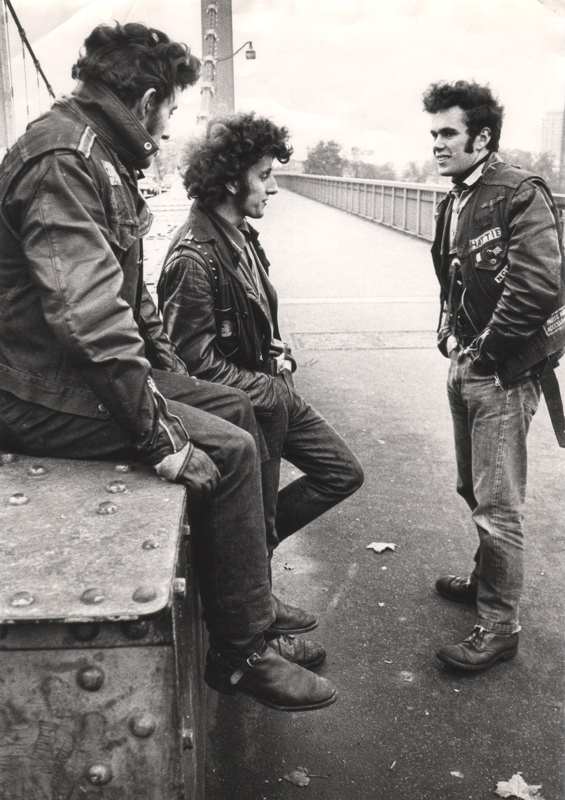
Британские рокеры 1950х годов, чья субкультура добралась до СССР в 1980е годы, заложив начало байкерскому движению

Байкерское движение зародилось в 1950-х годах в США, проникло в Европу и СССР в 1970-х годах (в СССР в 1980-х годах их называли «рокеры»), какое-то время входило в состав субкультуры[уточнить], когда байкеры были разделены на несколько агрессивных и враждующих группировок. В Британии 1950-х годов байкеры делились на соперничавших друг с другом «модов» и «рокеров», en:Mods and rockers), получивших прозвище «рокеры» по четырёхтактным двигателям с коромысловым (рокерным) приводом клапанов.
До недавнего времени понятие «байкер» распространялось исключительно на владельцев чопперов и непременно ассоциировалось с вынесенным далеко вперёд передним колесом, обилием хрома, кожи, длинными волосами и бородой мотоциклиста. Однако, с конца 1990-х годов на дорогах всё чаще стали появляться мотоциклы с высокооборотистыми двигателями и улучшенной пластиковыми обтекателями аэродинамикой — спортбайки. На протяжении долгого времени спортбайкеры не признавались «истинными» байкерами как члены байкерского сообщества, даже такой жест, как приветственное поднятие руки при встрече на дороге, на них не распространялся. Причина такой конфронтации крылась в облике мотоцикла и манере езды. Высокая скорость спортбайка и мотоциклист в полной экипировке, больше похожий на космонавта в скафандре, не вязались в понимании байкеров старой формации с обликом настоящего байкера.

## Внешний вид байкеров
Стереотипный внешний вид байкера: «косуха» (кожаная куртка с замком наискосок) или кожаная мотокуртка (часто поверх мотокуртки надевается джинсовая или кожаная жилетка без рукавов с «цветами» (символикой мотоклуба), кожаные штаны. Байкеры часто отпускают длинные волосы, усы, бо́роды. Для защиты глаз от ветра носят очки, часто игнорируют шлемы, но иногда предпочитают носить каски в стиле вермахта (с рогами или без), реже — в стиле немецких солдат времен Первой мировой войны. Каски могут быть настоящие или стилизованные.

## Символика байкеров

Флаг Конфедератов, Naval Jack

Наиболее часто используемая символика:
- Флаг Конфедерации (точнее, его вариант — Naval Jack). Традиция его применения пошла от американских байкеров. Он символизирует нонконформизм байкеров. Не все представители байкерского движения имеют представление об историческом значении символа или не придают ему значения, используя флаг Конфедерации только как знак причастности к этому движению[6].
- Изображение черепа. Обычно символизирует бесстрашие перед лицом опасности и смерти. Другой смысл использования символа черепа у байкеров — защита от смерти. Существует поверие, что когда приходит Смерть, она оставляет на умершем свой знак — череп, а если на человеке уже есть этот символ, она думает, что здесь уже была и не трогает человека[7].
- Эмблема (у байкеров эмблема обычно называется «Цвета») клуба, нашитая на спину (зачастую её нашивают на кожаные или джинсовые жилетки, которые надевают поверх косухи, но могут нашивать и на саму куртку), которая показывает к какому мотоклубу принадлежит байкер. Цвета обычно состоят из трёх частей. В верхней дугообразной части (называемой «рокер») указывают название клуба, на нижнем рокере — страну или город, в котором организован мотоклуб, на центральной — логотип и статус клуба. Распространённой является подпись «МС», свидетельствующая о принадлежности клуба к категории «MC» клубов (аббревиатура от английских слов «Motorcycle Club»). Бывают и другие формации клубов, такие как «MG» или «MCC»[8]. Некоторые клубы делают специальные нашивки на рукав куртки или на грудь на жилетке (с левой стороны), где указан статус или должность (Президент, Вице-президент, Казначей и т. д.) байкера в клубе, название клуба. На груди также помещается нашивка с прозвищем байкера.
- 1 %. Иногда на жилетах байкеров можно увидеть нашивку «1 %». Этот термин появился после выступления главы Американской мотоциклетной ассоциации (АМА), в котором тот сказал, что все мотоциклисты — законопослушные люди, и только один процент из них являются «отверженными» и нарушают закон (outlaws)[9]. После этого выступления, на фоне и так существующей жёсткой конфронтации между АМА и клубами, которые относились к категории МС, последние избрали «1 %» символом, отличающим их от АМА-клубов. С тех пор нашивка «1 %» означает, что МС или независимый байкер относят себя к outlaw. «1 %» — это не только наиболее известные и крупные МС (Outlaws MC, Hells Angels MC, Bandidos MC, Pagans MC, Mongols MC), но и менее известные клубы и многие байкеры-одиночки. Западные средства массовой информации, в том числе кинематограф, стремятся представить 1%-клубы как криминальные банды. Иногда это действительно так, иногда не соответствует действительности, но положение outlaw-клуба определяется тем, что он живёт по законам МС и сложившимся неформальным традициям.[10]
- Татуировка. Иногда высказывается мнение, что байкерская татуировка («biker’s tattoo») есть отдельный вид этого искусства[11][12]. Очень часто байкеры выбирают татуировки с изображением мотоцикла, символику и логотипы Harley-Davidson, символы свободы и дороги.
- 13. В книге Хантера С. Томпсона «Ангелы Ада» упоминается, что нашивка в виде числа 13 означает употребление марихуаны (в английском алфавите буква «M» тринадцатая по счёту).
- Железный крест. Перенят у американских пилотов после Второй мировой войны, когда и возникло байкерское движение. Надев награды врага, лётчики выражали протест против американской власти.
- Свастика. На многих байкерах можно увидеть изображение свастики. Вопрос об этом символе неоднозначен. С одной стороны, большинство американских outlaw-байкеров, в силу многих причин, отличаются правыми взглядами. С другой стороны, есть обоснованные сомнения, что эти байкеры убеждённые, «идейные», нацисты. Во многом (но далеко не во всём) это идёт от желания эпатировать «цивилов», то есть обычных, добропорядочных мирных граждан. Однако, нельзя говорить обо всех outlaw в общем — кто-то может действительно быть нацистом, кто-то вешает знаки просто из эпатажа, кто-то — потому что в их MC так принято или потому что так принято изображать байкеров.

Вот отрывок из книги Хантера Томпсона «Ангелы Ада» («обыватель» увидел свастику на фургоне и на байкерах):

Ещё один тип неслышно подобрался ко мне и спросил шёпотом:
 — Скажите, ребята, вы на самом деле наци?
 — Только не я, — ответил я. — Я из Kiwanis.
Он многозначительно кивнул, как будто наперед знал всё, что я ему скажу.
 — А как же тогда быть со всем тем, о чём вы любите читать? — спросил он. — Ну, ты понимаешь, все эти штуки, связанные со свастиками…
Я обратился к Сонни, который показывал нашим добровольным помощникам, как ставить ящики на заднем сиденье: «Эй, этот парень хочет знать, наци ты ли нет?». Вопреки моим ожиданиям, Баргер не рассмеялся, а погнал свою обычную телегу относительно свастик и железных крестов («Да это вообще не имеет никакого значения. Мы покупаем это добро в дешёвых магазинчиках.»).
Но именно в тот самый момент, когда мужчину вроде бы всё в ответе Баргера устроило, немедленно последовала грубая подъёбка, и Сонни выдал один из тех раздражающих провокационных экспромтов, которые сделали его любимцем среди репортёров Бэй Эреа. «Но эти штучки во многом связаны со страной, которой мы восхищаемся», — продолжил он, имея в виду довоенную Германию. — У них была дисциплина. И никакого пиздобольства. Не все идеи у них были правильными, но, по крайней мере, они уважали своих лидеров и могли доверять друг другу.

Также байкеры используют много других знаков (нашивки, татуировки, рисунки на одежде и т. д.), связанных с различными событиями, символикой байкерского движения и прочее. Многие из них играют роль своеобразного опознавателя «свой-чужой». Особенно требовательно относятся к символике байкерские клубы, используя уникальные только для этих мотосообществ изображения, располагающиеся на спинах жилетов, являющиеся своеобразным идентификатором принадлежности к данному мотообъединению. Например, символика главенствующего мотоклуба не может быть повторена другим мотоклубом без разрешения; будь то животные, алкоголь, стилизованные уникальным образом черепа́ или иные изображения.

## Мотоциклы байкеров
Наиболее уважаемыми среди байкеров считаются мотоциклы, сделанные своими руками с умением и богатой фантазией. Чаще всего они относятся к классу чопперов, или кастомов (собранный вручную мотоцикл с использованием большого количества тюнинговых запчастей), сильно отличающийся от сошедшего с заводского конвейера и имеющий ярко выраженную индивидуальность. Некоторые клубы выставляют определённые требования к объёму двигателя (например, более 750 см³) или марке мотоцикла.

## Календарь байкеров, знаменательные даты
- Ride To Work Day[15] (рус. «На работу на байке»), международный, организован в 1992 г. До 2008 года проводился в третью среду июля, с 2008 года — в третий понедельник июня.
- Labor Day (рус. «День Труда»), национальный праздник в США, отмечается в первый понедельник сентября. В этот день проводятся клубные мероприятия и мотопробеги.

## Крупнейшие мотошоу
Ещё одним немаловажным проявлением байкерской субкультуры являются многочисленные байк-шоу, байкслеты, мотошоу и другие мероприятия связанные с мотоциклами. Чаще всего такие мероприятия носят характер шоу с приглашением музыкантов, стриптизёрш, каскадёров. Немаловажной составляющей является употребление спиртных напитков, прежде всего пива.
Наибольшую мировую известность имеют:
- Bike Week в Дайтоне, Флорида, США;
- Моторалли в Стурджисе, Южная Дакота, США (Sturgis Motorcycle Rally). Старейшее и крупнейшее байк-шоу.

## Байкеры и популярная культура

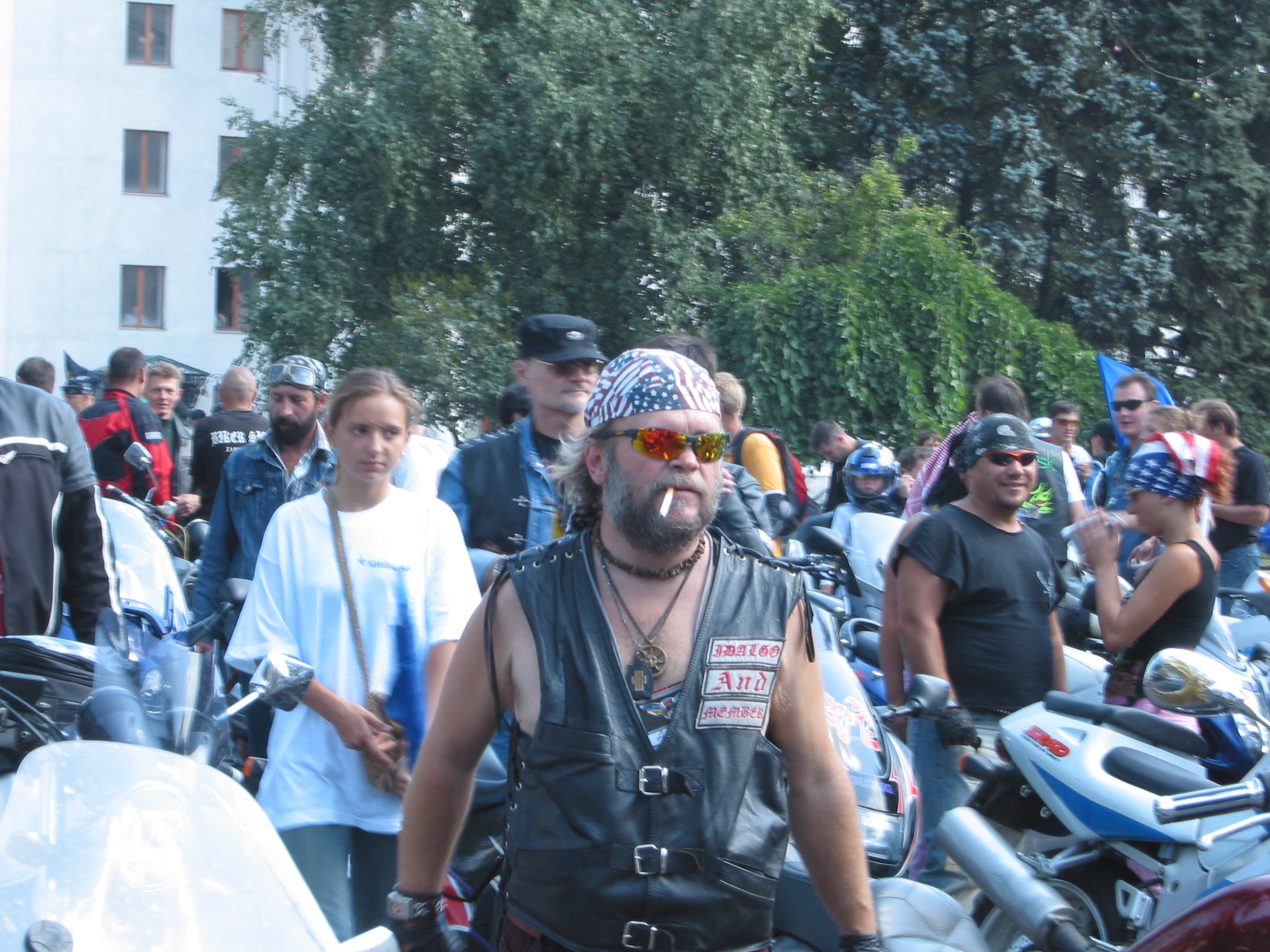
Слёт байкеров в Донецке

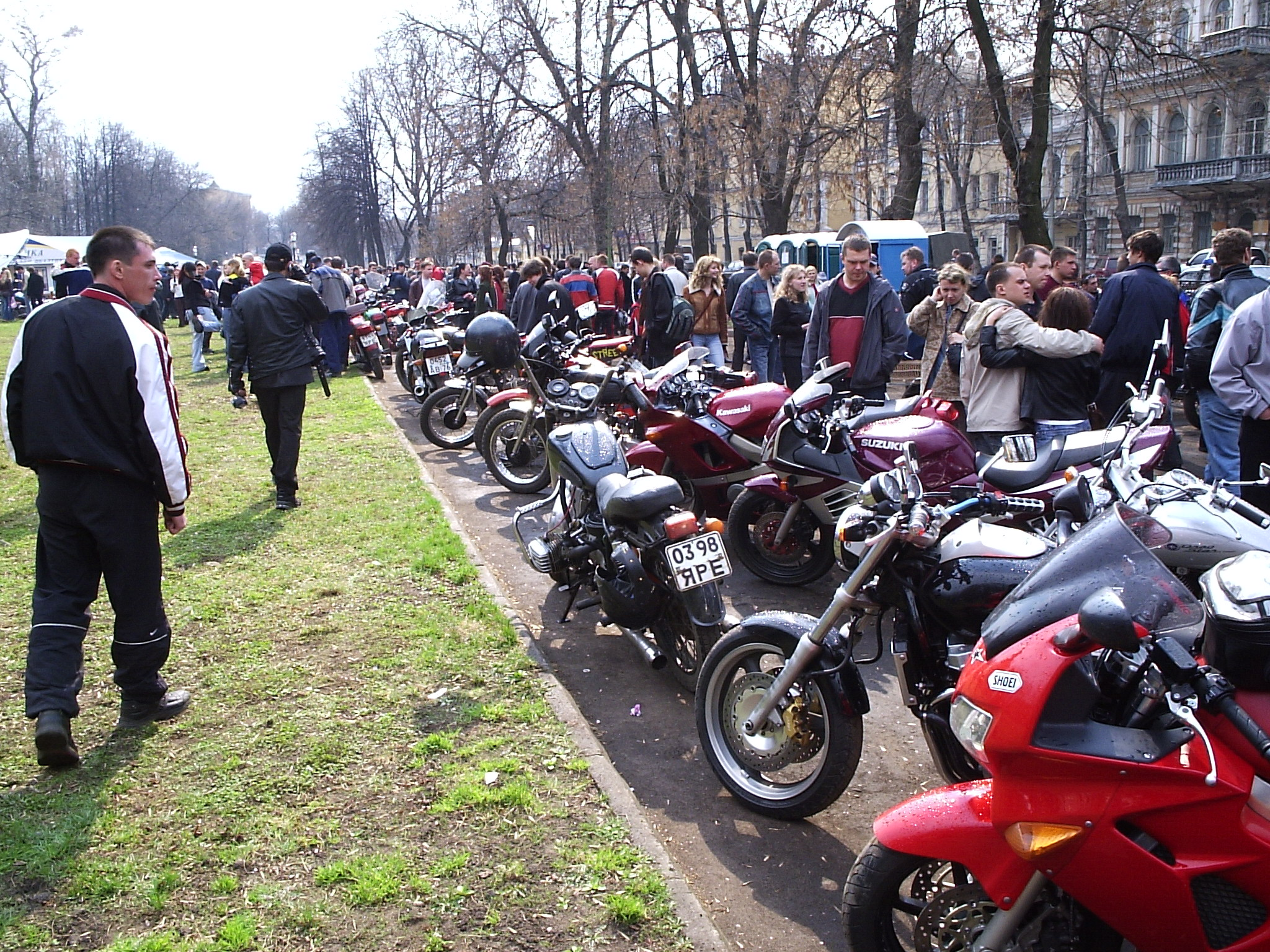
Открытие мотосезона в Ярославле

На протяжении десятилетий сложилось два противоречивых, почти взаимоисключаемых образа байкеров. С одной стороны, это свободный и сильный человек, не боящийся «ни Бога, ни чёрта», ни смерти и риска, ни дождя и ветра, ни скорости и опасностей дальних дорог. Особенно этот образ воспитывается именно внутри байкерских сообществ.
С другой стороны, в средствах массовой информации, а следовательно, и в обыденном, обывательском, массовом сознании, стереотипами стали неуважительное отношение байкеров к закону и обывателям (цивилам, на жаргоне байкеров), разрушителей, врагов общества и законов, тесно связанных с преступлениями.
Образ жизни байкеров и особенно членов мотоклубов (MC) середины 1960-х годов серьёзно повлиял на массовую культуру, что в первую очередь отразилось в кинематографе. Благодаря массмедиа в сознании обывателя стал создаваться расплывчатый, но однозначный образ «байкера» — пьяного, беспощадного и жестокого.
Массовая культура, в свою очередь, сделала этот образ отвратительно-притягательным и привнесла в него ряд стереотипов, мифов и прочей всячины.
На волне популярности Hells Angels и других outlaw-клубов стали в массовом порядке сниматься фильмы, писаться книги и выпекаться жареные публицистические статьи.
Единственное, что не смогли донести до «простых людей» Америки десятки и сотни вышедших в 1960-1970-х годах байкерских фильмов, книг и репортажей — так это смысл существования outlaw. «Ангелы Ада» и другие MC были названы «отверженными» из-за того, что они были отвергнуты Американской Мотоциклетной Ассоциацией, объединяющей «приличных мотоциклистов», за превышение скорости, неправильную парковку и отсутствие талона техосмотра. Во всеуслышание было сказано, что их всего один процент среди нормальных и аккуратных водителей двухколёсного транспорта. Но режиссёры и журналисты не сказали, что outlaw байкер — это не стиль езды на мотоцикле, а стиль жизни. Байкеры презирали окружавшее их общество, и они создали собственное — со своими правилами и моралью. Именно в тот момент глава «Ангелов Ада» Ральф Сонни Баргер произнёс гордую фразу «It’s better to rule in hell than serve in heaven» (Лучше править в аду, чем прислуживать в раю). Не все мотоклубы относятся к «1 %» и не все байкеры пришивают себе на куртки этот гордый знак, а только те, что выступают против всего того, что составляет институт «общества» — против цивильных норм, государственного закона и бюрократических ограничений, автоматически становясь «врагами государства номер один» и преступниками.
Наиболее популярной тема байкеров как outlaw в массмедиа была в середине 1960-х и начале 1970-х годов. К настоящему времени этот образ угасает, постепенно теряя популярность в массах и уступая его более пафосным, «модным», современным молодёжным течениям, особенно связанным с так называемыми «спорт-байками». За редким исключением современные мотоциклисты не имеют даже малейшего представления, как нужно вести себя в той или иной ситуации и как поддерживать имидж истинного байкера. Только некоторые клубы во главе с ортодоксальными руководителями и отдельные free riders (независимые байкеры) пропагандируют «старые добрые» порядки и передают традиции из поколения в поколение.

### Фильмы
С течением времени кинофильмы, рассказывающие о байкерах, образовали целый пласт кинематографа. Среди наиболее серьёзных в художественном отношении фильмов, которые оказали большое влияние на популярность байкерского движения, и одновременно стали культовыми в этой среде, можно отметить:
- The Wild One, 1953.
- Hells Angels on Wheels, 1967.
- Hell’s Angels’69, 1969.
- Easy Rider, 1969.

Другими известными фильмами, в которых обыгрывается эта тематика, являются:
- Harley Davidson and the Marlboro Man, 1991.
- Beyond the Law, 1992.
- The Wild Hogs, 2007.
- Hell Ride, 2008.

### Музыка
Как отдельный человек, байкер может любить и слушать любую музыку — от симфоний до поп-музыки и шансона. Но в среде байкеров более распространёнными являются рок, хард-рок, метал, блюз.
В популярной музыке, притом и в лёгких её формах (т. н. «попсе»), часто обыгрывается образ байкера, (например, мотоциклист-байкер из клипа «Попытка № 5» первого состава группы «ВиА Гра»
Музыкальные группы, связанные с байкерской тематикой и байкерским движением:
- Accept
- Black Sabbath
- Billy Idol
- Corroded
- Iron Maiden
- Judas Priest
- Manowar
- Mötley Crüe
- Motörhead
- U.D.O.
- W.A.S.P.
- ZZ Top
- Steppenwolf
- Ария
- Кипелов

### Компьютерные игры
Интерес к байкерской культуре проявился и в сфере компьютерных игр.
- Grand Theft Auto IV: The Lost and Damned — первый из двух дополнительных эпизодов для игры Grand Theft Auto IV. Эпизод повествует об истории вымышленного мотоклуба «The Lost MC», скорее всего списанного реально существующего The Outlaws Motorcycle Club;
- Full Throttle — графический квест о байкерах;
- Ghost Rider;
- Ride To Hell: Retribution;
- Outlaw Chopper;
- Harley-Davidson: Race to the Rally;
- Biker Mice from Mars;
- Серия игр Road Rash;
- Серия игр American Chopper — игра по мотивам одноимённого популярного телевизионного шоу;
- Hitman: Contracts — миссии «Rendezvous in Rotterdam» (Встреча в Роттердаме) и «Deadly Cargo» (Смертельный груз);
- Left 4 Dead — один из главных героев является байкером;
- Days Gone — приключенческая игра в жанре survival horror, главным героем которой является байкер, nomad (член мотоклуба, не входящий ни в один чаптер).

### В религии
Небесным покровителем индусских байкеров является Ом-Банна, погибший в аварии в возрасте 24 лет. Ему и его мотоциклу марки Royal Enfield Bullet посвящён храм Буллит-Баба в штате Раджастхан.